# فينتشنزو بيروجي
فينتشنزو بيروجي (8 أكتوبر 1881 - 8 أكتوبر 1925) هو سارق لوحة الموناليزا عام 1911 وقد حكم بالسجن لمدة سنة واحدة فقط، بسبب تسليمه اللوحة للسلطات الفرنسية حينما هددت بقطع العلاقات مع إيطاليا.